# Zygaspis
Zygaspis is een geslacht van wormhagedissen uit de familie wormhagedissen sensu stricto (Amphisbaenidae).

## Naam en indeling
De wetenschappelijke naam van de groep werd voor het eerst voorgesteld door Edward Drinker Cope in 1885. Er zijn acht soorten inclusief de pas in 2016 beschreven soort Zygaspis maraisi.

### Soorten
Het geslacht omvat de volgende soorten die onderstaand zijn weergegeven, met de auteur en het verspreidingsgebied.
| Naam                  | Auteur                    | Verspreidingsgebied                                                                  |
| --------------------- | ------------------------- | ------------------------------------------------------------------------------------ |
| Zygaspis dolichomenta | de Witte & Laurent, 1942  | Congo-Kinshasa                                                                       |
| Zygaspis ferox        | Broadley & Broadley, 1997 | Zimbabwe                                                                             |
| Zygaspis kafuensis    | Broadley & Broadley, 1997 | Zambia                                                                               |
| Zygaspis maraisi      | Broadley & Measey, 2016   | Mozambique                                                                           |
| Zygaspis nigra        | Broadley & Gans, 1969     | Angola, Botswana, Namibië, Zambia                                                    |
| Zygaspis quadrifrons  | Peters, 1862              | Angola, Botswana, Congo-Kinshasa, Mozambique, Namibië, Zambia, Zimbabwe, Zuid-Afrika |
| Zygaspis vandami      | FitzSimons, 1930          | Zuid-Afrika                                                                          |
| Zygaspis violacea     | Peters, 1854              | Mozambique                                                                           |

## Verspreiding en habitat
Alle soorten komen voor in delen van Afrika, ten zuiden van de Sahara. Ze leven in de landen Angola, Botswana, Congo-Kinshasa, Mozambique, Namibië, Zambia, Zimbabwe en Zuid-Afrika. De habitat bestaat voornamelijk uit tropische en subtropische bossen.

## Beschermingsstatus
Door de internationale natuurbeschermingsorganisatie IUCN is aan drie soorten een beschermingsstatus toegewezen. Een soort wordt beschouwd als 'veilig' (Least Concern of LC) en twee soorten als 'onzeker' (Data Deficient of DD).